# 북아일랜드 축구 협회

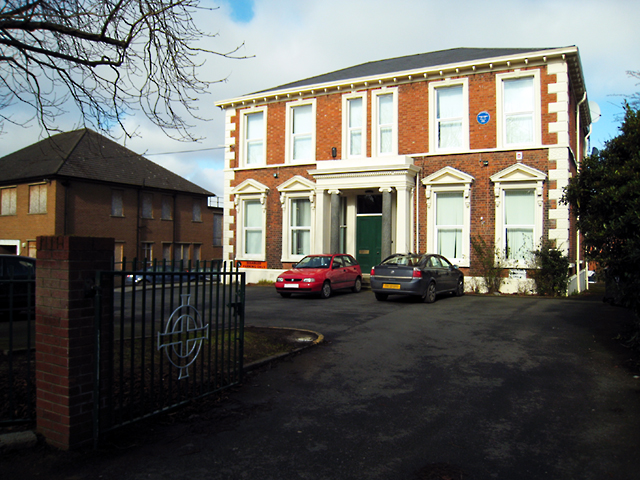

아일랜드 축구 협회(영어: Irish Football Association, IFA)는 영연방을 구성하는 북아일랜드의 축구 협회이다. 아일랜드 축구 협회(Football Association of Ireland, FAI)와 구별하기 위해 북아일랜드 축구협회로 부르기도 한다. 축구의 규칙 변경 권한을 가진 IFAB의 회원국이다. 본부는 벨파스트에 있다.

## 역사

### 시초
1880년 벨파스트 부근의 축구 클럽들을 축으로 하여 탄생하였으며 본부도 벨파스트에 있었다. 이후, 전체 아일랜드 축구 국가대표팀을 조직하였다.

### 아일랜드 축구협회의 분열
그러나 1921년 아일랜드 분할 이후 더블린에 아일랜드 축구협회(FAI)가 생겨, 아일랜드 자유국 국가대표팀(아일랜드 축구 국가대표팀의 전신(前身))을 따로 조직하였다. 그러다 1936년부터 1946년까지 FAI는 북아일랜드 출신 선수들도 선발, 한때 전체 아일랜드를 대표하는 팀이 2개가 생겼다.
그러다 1946년부터 아일랜드 축구협회(FAI)는 북아일랜드 출신 선수들의 선발을 중지하였고, 1950년 (북)아일랜드 축구협회(IFA)는 아일랜드 출신 선수들의 선발을 중지하여 현재에 이른다.